# Paeonia rockii
Paeonia rockii är en pionväxtart. Paeonia rockii ingår i släktet pioner, och familjen pionväxter.

## Underarter
Arten delas in i följande underarter:
- P. r. atava
- P. r. linyanshanii
- P. r. rockii
- P. r. taibaishanica

## Bildgalleri

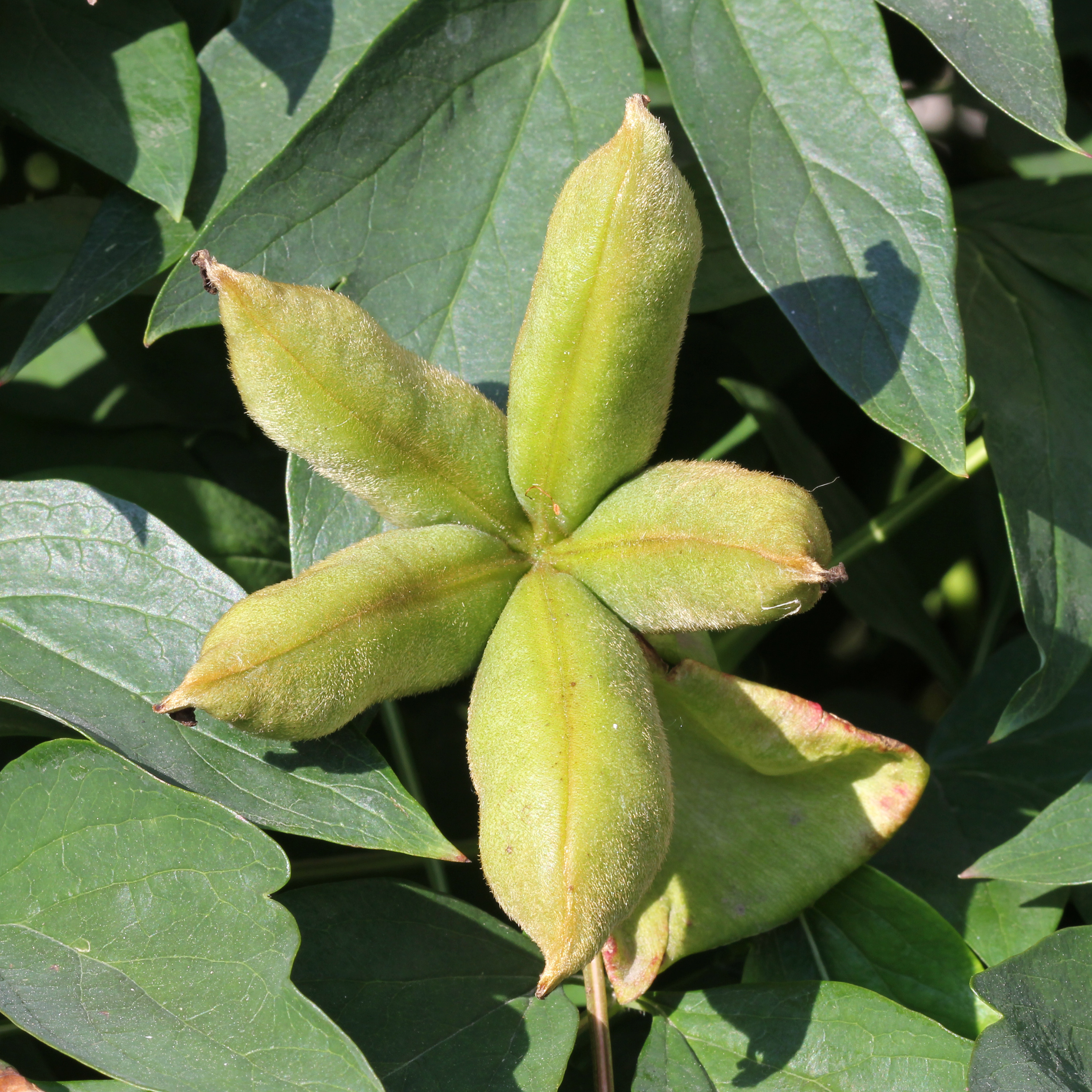
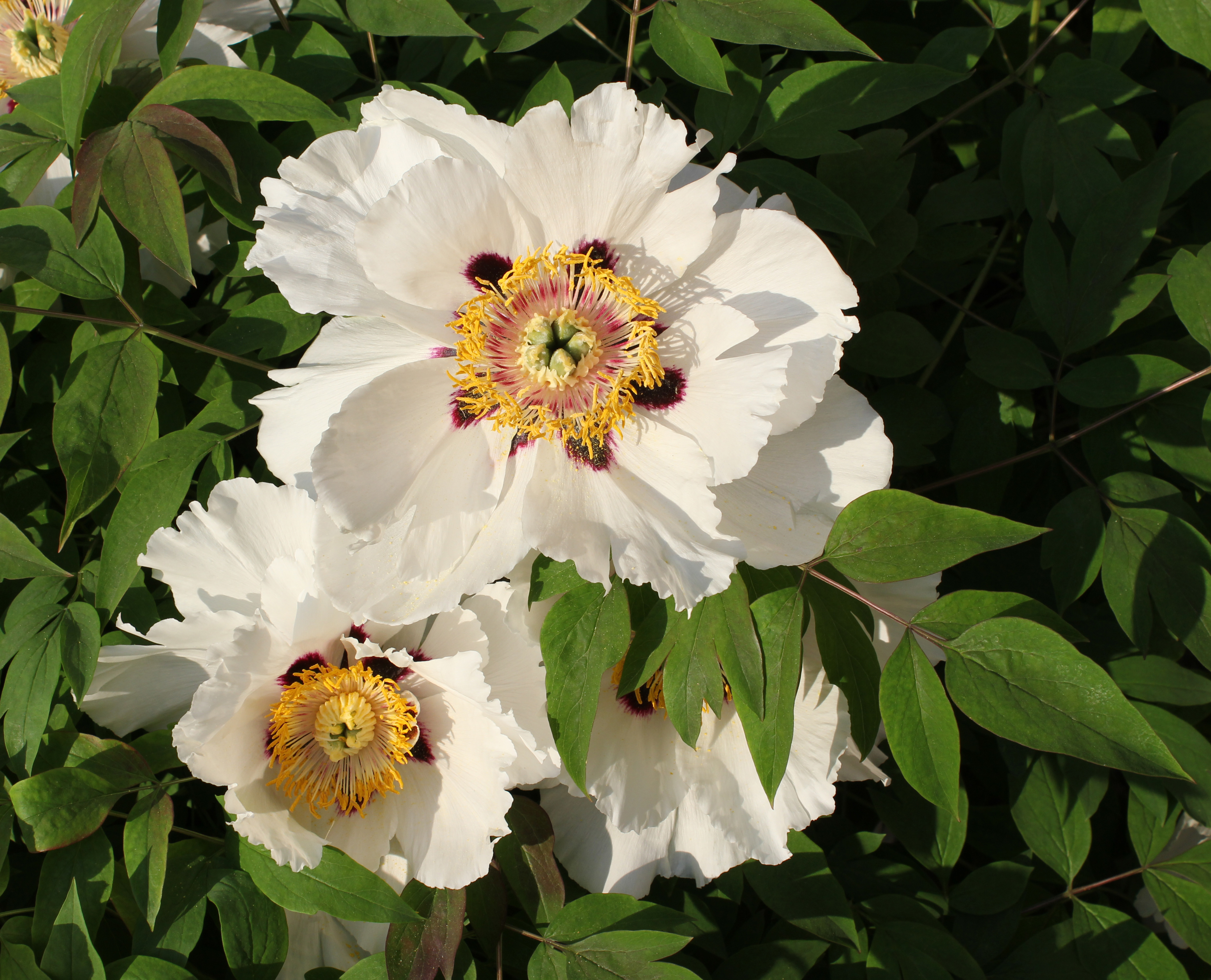
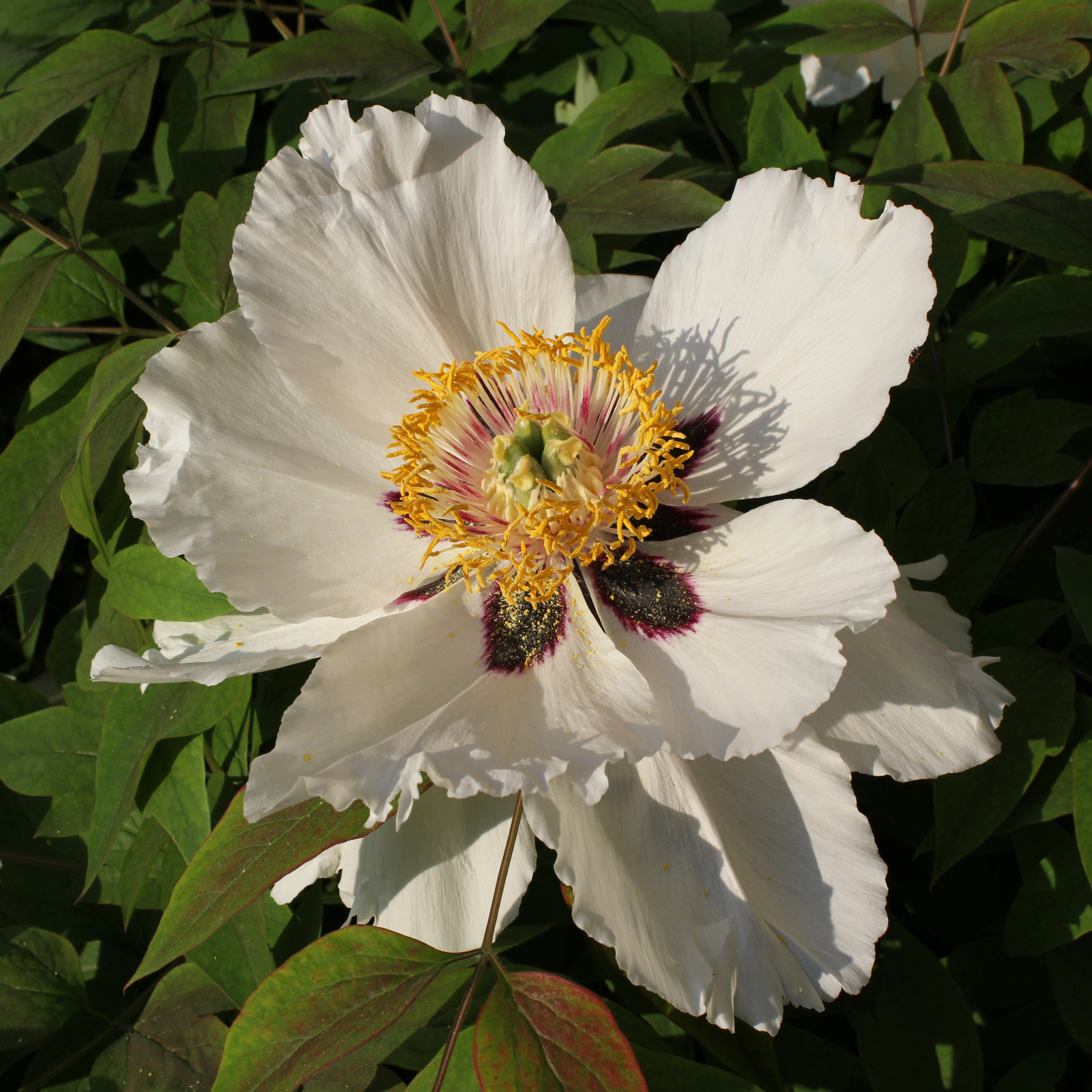
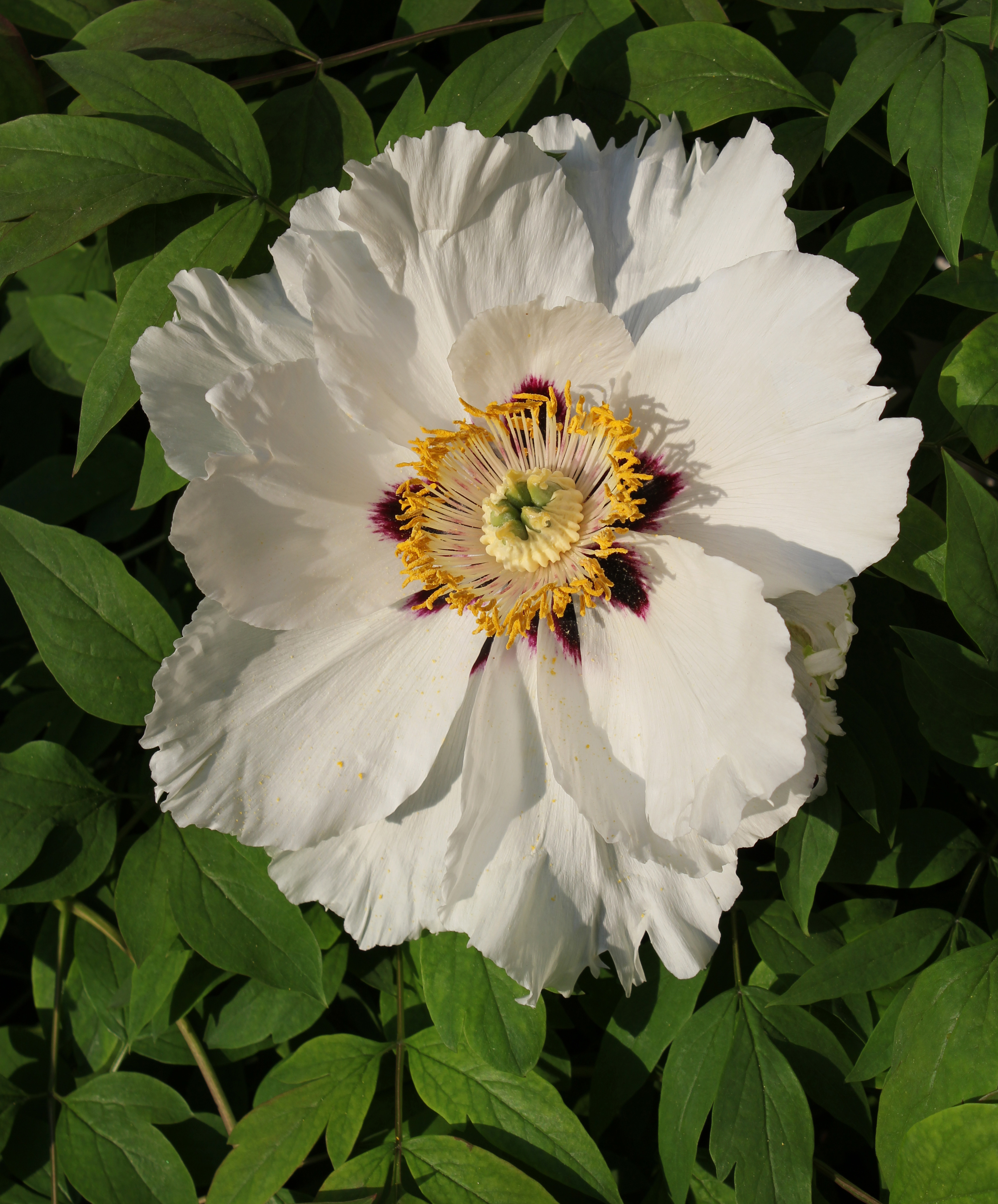
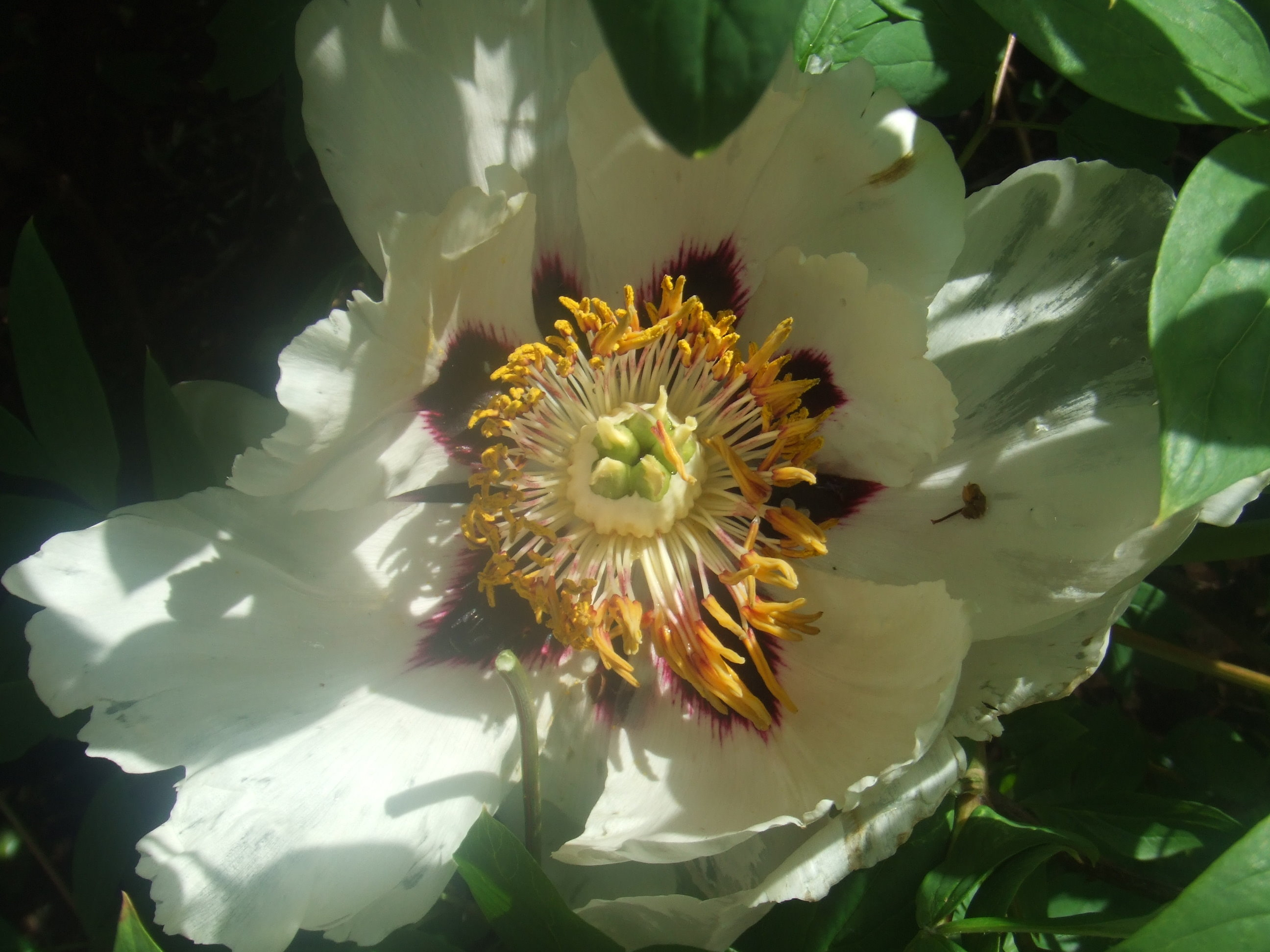
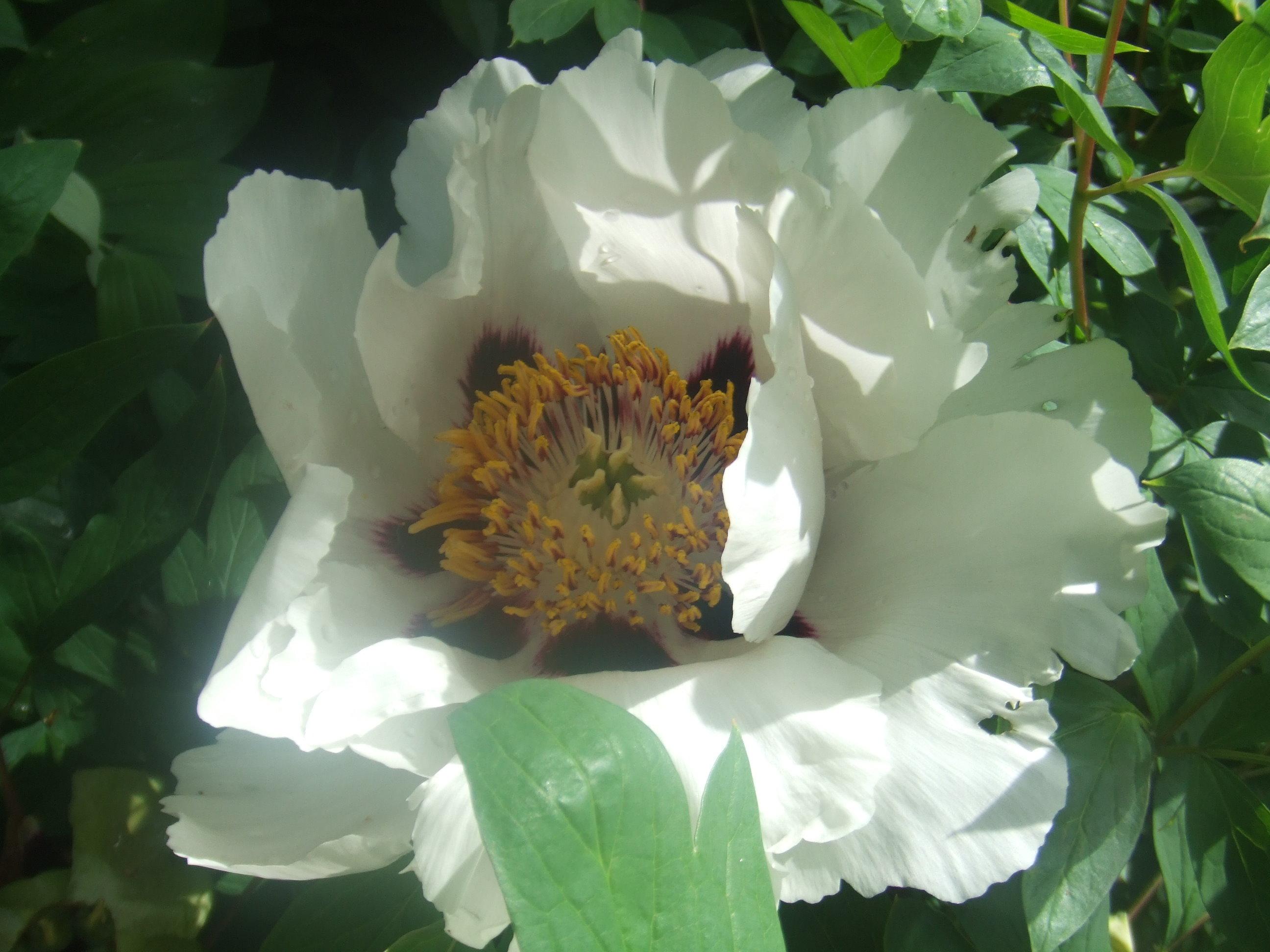